# Joe Vialls
Joe Vialls (1944 – 17 de julio de 2005) fue un periodista de internet e investigador privado, vivía en Perth, Western Australia. Sus afirmaciones más sonadas fueron que la masacre de Port Arthur, los atentados terroristas en Bali y Yakarta y el terremoto y tsunami del Océano Índico de 2004 fueron  el trabajo conjunto de agentes de inteligencia estadounidenses e israelíes para ganar notoriedad en Australia, América e Indonesia (ingeniería político-social).

## Trabajos publicados
Joe Vialls se autoedito varios libros incluyendo Deadly Deception at Port Arthur, The Murder of Policewoman Yvonne Fletcher y Lockerbie and the Bombing of Pan Am 103, y fue el autor de cientos de artículos en internet.

## Principales investigaciones
1. Su primer gran investigación fue en 1984 sobre el asesinato del policía Yvonne Fletcher en el exterior de la embajada Libia en St. James's Square.Joe concluyó que el disparo fatal se había efectuado, no dentro de la embajada sino desde un edificio contiguo, y el tirador era un agente de la CIA/Mossad.
2. Su segunda investigación fue en 1988 sobre la bomba en el vuelo de Pan Am Flight 103. Vialls desarrollo teorías alternativas sobre las verdaderas causas de la explosión. Una vez más, Vialls conectó a la CIA y al Mossad con el crimen.[3]
3. Su tercera investigación fue sobre la masacre de Port Arthur en Tasmania, Australia. Vialls denunció que un hombre, Martin Bryant, fue condenado por el crimen sin recibir un juicio justo. Vialls afirma que fue llevado a cabo por los Mista'arvim.[4]
4. Respecto a los atentados terroristas del 11 de septiembre de 2001, Vialls plantea que los aviones fueron secuestrado por control remoto con la tecnología de terminación de vuelo de la empresa de Dov Zakheim.[5]

## Otras investigaciones
Vialls es también conocido por intentar explicar que las causas del tsunami de 2004 en Asia no pudieron ser naturales, ya que un movimiento de placas tectónicas no puede producir un desplazamiento semejante de agua, como se comprobó meses después con un terremoto de mayor magnitud en la misma zona y que no provocó tales consecuencias.
Vialls defendió la teoría de que el gobierno estadounidense explosionó una bomba de hidrógeno en el océano, para eliminar objetivos militares indios y lanzar una advertencia a esa nación y sus aliados.
En 1945 Nueva Zelandia y Estados Unidos en el Proyecto Seal probaron más de 3.700 bombas en junio de 1944 en el mar de Nueva Caledonia y Auckland para comprobar que la "bomba tsunami" era factible. El objetivo era provocar olas gigantes y destruir la costa de diversas ciudades enemigas durante la Segunda Guerra Mundial. Además, los resultados de las pruebas indicaron que para crear un tsunami de 10 metros capaz de destruir la costa de una ciudad enemiga eran necesarios dos millones de kilos de explosivos y una serie de diez explosiones a unos ocho kilómetros de la orilla. Los planes de la bomba fueron descubiertos por el autor y cineasta neozelandés Ray Waru, quien examinó varios archivos militares entre los archivos nacionales para su nuevo libro.

"Probablemente si la bomba atómica no hubiese funcionado tan bien, habríamos provocado tsunamis"  "Es absolutamente increíble. Primero que alguien hubiese tenido la idea de desarrollar un arma de destrucción masiva basada en un tsunami... y que Nueva Zelanda la hubiese desarrollado hasta que funcionara"
Autor y cineasta neozelandés Ray Waru

## Controversia
Sus detractores especialmente los que fueron tocados por sus investigaciones han tratado de denostar sus trabajos tildándolos de antisemitas y antinorteamericanos.

## Muerte
Vialls murió en el Hospital Royal Perth de Australia occidental de un ataque cardíaco el 17 de julio de 2005.